# Carmichael (California)
Carmichael es un lugar designado por el censo ubicado en el condado de Sacramento en el estado estadounidense de California. En el año 2000 tenía una población de 49,742 habitantes y una densidad poblacional de 1,784.6 personas por km². Carmichael forma parte del área metropolitana de Sacramento.

## Geografía
Carmichael se encuentra ubicado en las coordenadas 38°38′22″N 121°19′17″O / 38.63944, -121.32139. Según la Oficina del Censo, la ciudad tiene un área total de 28,2 km² (10,9 mi²), de la cual 27,9 km² (10,8 mi²) es tierra y 0,3 km² (0,1 mi²) (1.01%) es agua.

## Historia
Daniel W. Carmichael (nacido en 1867) llegó a California en 1885. En 1909, desarrolló la colonia de Carmichael unos 8 km². De lo que fue una vez parte de una concesión de la tierra mexicana Rancho San Juan. Carmichael compró más tarde otros 4 km² que formaban parte anteriormente de la concesión de tierra mexicana Rancho del Paso, que llamó Carmichael, colonia N.º 2. Esta limita con la primera colonia al este y con Walnut Avenue al oeste; el límite meridional era Arden Way con Sutter Avenue al norte.

## Demografía
Según la Oficina del Censo en 2000 los ingresos medios por hogar en la localidad eran de $47,041, y los ingresos medios por familia eran $59,002. Los hombres tenían unos ingresos medios de $40,435 frente a los $32,265 para las mujeres. La renta per cápita para la localidad era de $26,811. Alrededor del 9.8% de la población estaban por debajo del umbral de pobreza.

## Puntos de interés

### Carmichael Park
Es un gran parque de 150.000 m² de la ciudad. El parque incluye 5 campos de béisbol, 6 pistas de tenis y un campo de golf con 9 hoyos. Community Clubhouse, Veterans' Memorial Building, el pabellón Daniel Bishop Memorial para artes escénicas y la Gran Muralla de Carmichael están ubicados dentro del parque. Hay un mercado de agricultores durante todo el año que también se encuentra en el parque, organizado por la organización no lucrativa BeMoneySmartUSA.

### Jensen Botanical Gardens
El jardín botánico se encuentra en 8520 Fair Oaks Boulevard. Los jardines presentan una gran variedad de flora, incluyendo camelias, cornejos, azaleas y rododendros.

### Chautauqua Playhouse
Está localizado en La Sierra Community Center desde 1985. El teatro de 95 asientos muestra comedias, dramas y musicales. Además, cuenta con un teatro para niños con actuaciones celebradas los sábados. 

### Ancil Hoffman Park
Es un gran parque situado en el American River Parkway. Es un parque de 1.60 km². Una característica importante del parque es el Effie Yeaw Nature Center. El parque cubierto de robles está bordeado a ambos lados por el río americano. Unos hogares indios de la tribu Maidu han sido reconstruidos y se encuentran en la entrada del centro de la naturaleza. Ancil Hoffman Golf Course también es parte del parque. Muchas especies de animales pueden ser vistos, incluyendo pavos salvajes, ciervos, coyotes y halcones. Se puede acceder al parque tomando la salida Watt Avenue de la autopista 50.

### American River Parkway
Se encuentra a unos 37 km de la avenida que bordea el río americano en todo el condado de Sacramento, California. La ruta verde se compone de muchos pequeños parques y puntos de lanzamiento de barco. Se puede acceder por varias salidas de la autopista 50 en el condado de Sacramento.  

### Bike Trail American River
Una parte de la ruta en bici American River atraviesa Carmichael cerca del límite sur de la comunidad. El rastro de la bici es un multiuso de las instalaciones de recreo popular, así como para los ciclistas.